# Comté de Wayne (Nebraska)
Pour les articles homonymes, voir Comté de Wayne.
Le comté de Wayne est un comté de l'État du Nebraska, aux États-Unis. Son siège est la ville de Wayne.